# Augustinern 21 (Quedlinburg)

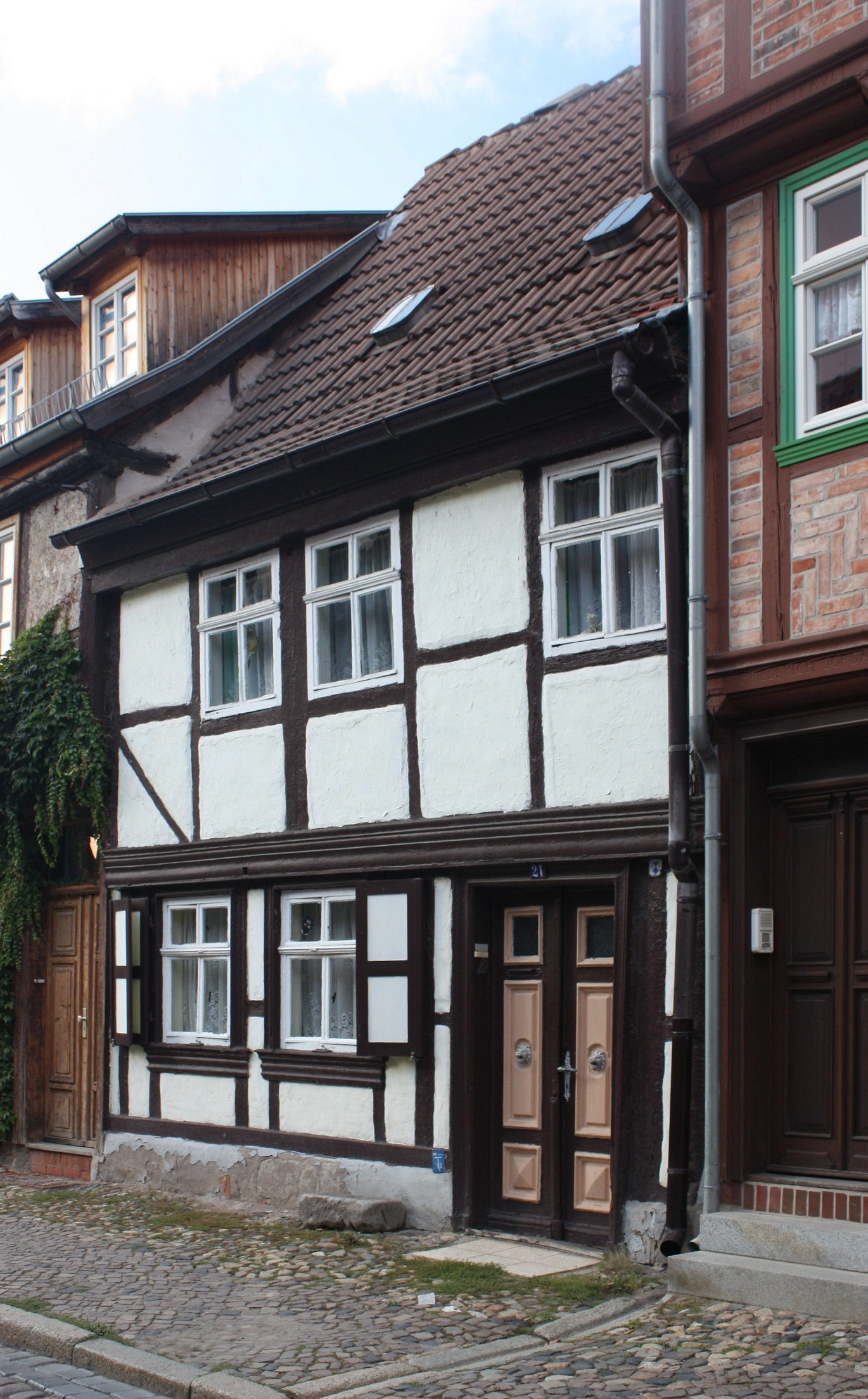
Haus Augustinern 21

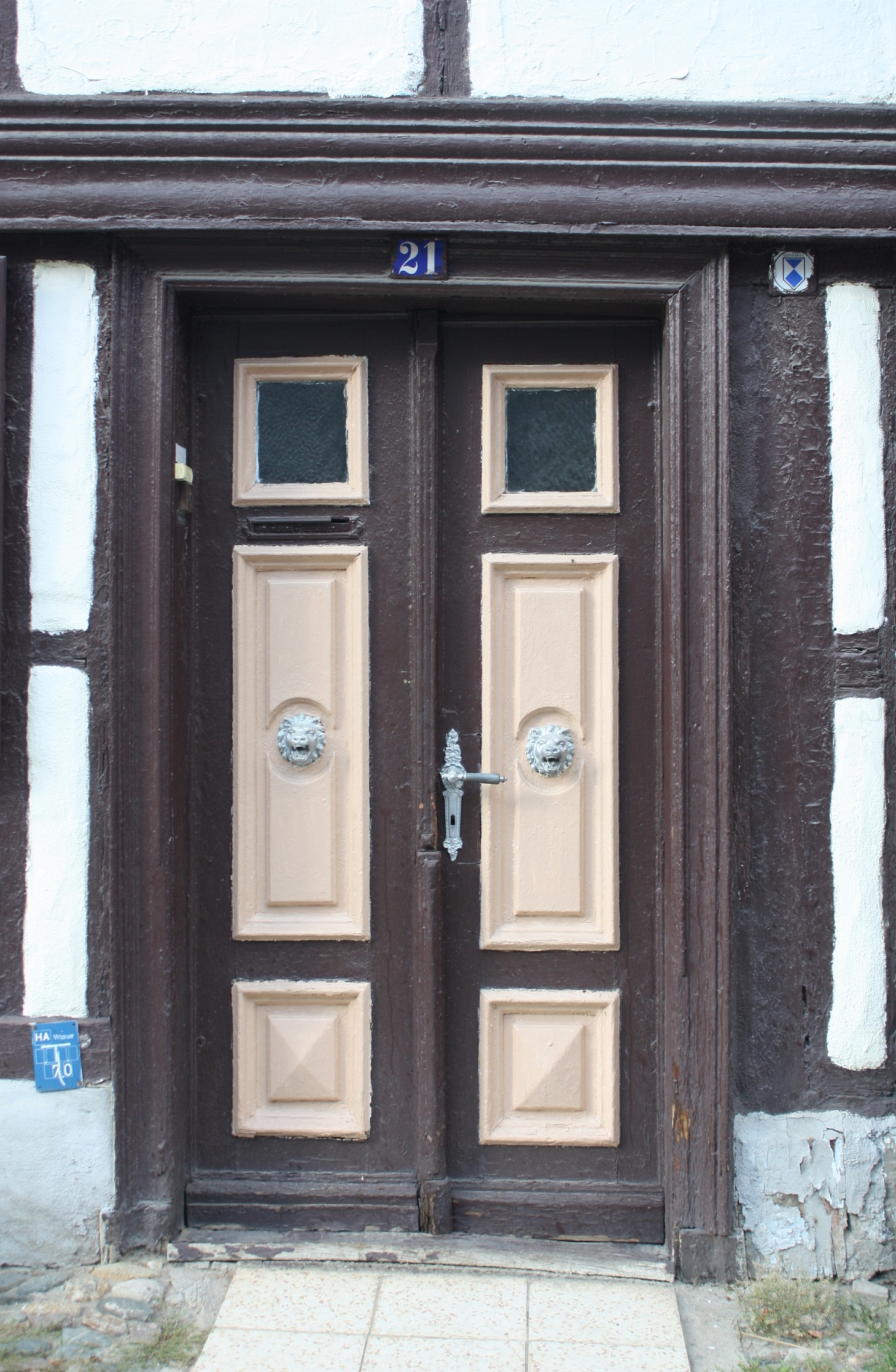
Haustür

Das Haus Augustinern 21 ist ein denkmalgeschütztes Gebäude in der Stadt Quedlinburg in Sachsen-Anhalt.

## Lage
Es befindet sich im nördlichen Teil der historischen Quedlinburger Neustadt und gehört zum UNESCO-Weltkulturerbe. Im Quedlinburger Denkmalverzeichnis ist es als Wohnhaus eingetragen. Westlich grenzt das gleichfalls denkmalgeschützte Haus Augustinern 20, östlich das Haus Augustinern 22, 23 an.

## Architektur und Geschichte
In der Zeit um 1780 entstand das zweigeschossige Fachwerkhaus. Vor der Stockschwelle des Gebäudes befindet sich eine kräftig profilierte Bohle. Die Haustür stammt vom Ende des 19. Jahrhunderts.